# NGC 7049
NGC 7049 este o galaxie lenticulară situată în constelația Indianul. A fost descoperită în 4 august 1826 de către James Dunlop. Se află la o distanță de 29,92 de megaparseci de Pământ.